# Erfüllungsbetrug
Der Erfüllungsbetrug ist eine Variante des Betrugstatbestandes (nach deutschem Recht § 263 StGB), die in der Regel bei gegenseitigen Schuldverhältnissen vorkommt. Der Vermögensschaden tritt dadurch ein, dass das Tatopfer bei der Erfüllung eines Schuldverhältnisses getäuscht wird. Der Schaden ermittelt sich durch den Vergleich des vor der Täuschungshandlung vom verletzten besessenen Vertragsrechts mit dem, was er durch die Erfüllung des Vertrages tatsächlich erhält. Der Geschädigte des Erfüllungsbetruges leistet auf Grund seines täuschungsbedingten Irrtums mithin mehr als geschuldet oder er erhält weniger als vereinbart, wobei das Delikt nicht darauf abstellt, ob die vertragsgemäße Ausführung ein für den Geschädigten objektiv „gutes“ oder „schlechtes“ Geschäft ist. Der Erfüllungsbetrug kann zudem vorliegen, wenn wertmäßig das Geschuldete zwar geleistet wird, dem Leistungsempfänger aber ein Minderungsrecht o. Ä. zusteht.
Zur Abgrenzung: Beim Eingehungsbetrug liegt ein Vermögensschaden dann vor, wenn der Vermögensstand des Geschädigten nach Vertragsschluss schlechter ist als vor Vertragsschluss.
Nicht selten handelt es sich beim Erfüllungsbetrug um das Verschweigen versteckter Mängel. Zivilrechtlich besteht hier zwar die Möglichkeit, den Vertrag durch Wahrnehmung von Gewährleistungsrechten (insbesondere Rücktritt) oder, bei Erfüllung der Voraussetzungen, durch Anfechtung der Willenserklärungen rückabzuwickeln, häufig scheitern solche Rechte an der effektiven Durchsetzbarkeit (z. B. wegen mangelnder Zahlungsfähigkeit des Geschäftspartners). Problematisch ist in diesen Fällen die Ermittlung des Vermögensschadens. Zivilrechtlich wird das Synallagma erfüllt: Leistung und Gegenleistung werden ausgetauscht. Beim Erfüllungsbetrug muss daher häufig auf die Konstruktion des persönlichen Schadenseinschlages zurückgegriffen werden. Der Bundesgerichtshof hat in der Melkmaschinen-Entscheidung entschieden, dass ein Vermögensschaden auch dann vorliegt, wenn Leistung und Gegenleistung zwar adäquat sind, die Leistung jedoch nicht oder nur in Teilen im Sinne der vertraglichen Voraussetzungen nutzbar sind oder der Geschädigte an den Rand der Existenzbedrohung gedrängt wird.
Ein unechter Erfüllungsbetrug soll dann vorliegen, wenn zwar genau wie beim Eingehungsbetrug bereits bei der Begründung des Schuldverhältnisses eine Täuschung vorgenommen wird, sich jedoch Täuschung und Irrtum in die Erfüllungsphase fortsetzen. Der Vermögensschaden soll dann im Saldo von erbrachter Leistung und minderwertiger Gegenleistung liegen. In diesen Fällen werden also das Verpflichtungsgeschäft zur Begründung der Verbindlichkeit und das Erfüllungsgeschäft aus der Verbindlichkeit (entgegen der zivilrechtlichen Gestaltung) einheitlich betrachtet.